# Taban lo Liyong
Taban lo Liyong, geboren als Mokotiyang Rekenet (vert. 's nachts geboren) (Gulu (Acholiland), 1939), is een Soedanees literatuurwetenschapper, dichter en schrijver van zowel fictie als non-fictie.
Zijn politieke standpunten evenals zijn aanhoudende laatdunkende kritiek over het postkoloniale onderwijssysteem in oostelijk Afrika vormden een inspiratiebron voor andere critici sinds de jaren zestig en stimuleerden literaire controverse op het continent.

## Biografie
Sommige bronnen melden dat Liyong zou zijn geboren in Zuid-Soedan. Wel eensluidend is dat hij werd geboren in een Soedanees gezin van politieke vluchtelingen en opgroeide in Oeganda. Ook zijn er bronnen die ervan uitgaan dat hij een jaar eerder, namelijk in 1938 is geboren.
Hij volgde de nationale onderwijzersopleiding in de hoofdstad van Oeganda, Kampala. Daarna volgde hij universitaire studie in de Verenigde Staten. Eerst volgde hij undergraduate studies aan Knoxville College, in Knoxville, Tennessee, en de Howard-universiteit in Washington D.C. Vervolgens behaalde hij zijn master in schone kunsten aan de Universiteit van Iowa in Iowa City, waar hij zich specialiseerde in creatieve schrijfkunst.
In 1968 keerde hij terug naar Oeganda en werkte hij meerdere jaren aan de Universiteit van Nairobi, eerst als onderzoeker Arikaanse studies en later als literair docent. Van 1975 tot 1977 was hij de voorzitter van de literaire faculteit van de Universiteit van Papoea-Nieuw-Guinea. Daarna keerde hij terug naar Afrika en werkte hij aanvankelijk als senior pr-functionaris aan de Universiteit van Juba in Soedan. Begin 21e eeuw is hij hier vicetitulair hoofd van de universiteit. Daarnaast is hij begin jaren 2000 verbonden geweest als hoogleraar literatuur aan de Universiteit van Venda in Thohoyandou, Zuid-Afrika.
Hij bracht een variatie van werken in verschillende genres voort. In 1999 verscheen een nieuwe vertaling van zijn hand van het werk Wer pa Lawino (Het lied van Lawino) dat zijn hechte vriend Okot p'Bitek in 1969 had geschreven. Liyong had met deze omstreden vertaling tot doel opnieuw voor het Afrikaanse lezerspubliek te schrijven.